# Ілляшенко Ликера Миколаївна
Ликера Миколаївна Ілляшенко (рос. Лукерья Николаевна Ильяшенко; нар. 9 червня 1989, Самара, РРФСР, СРСР) — російський актор та телеведуча.

## Життєпис
Народилася 9 червня 1989 року в Самараі. У 1996 році переїхала в Москву. Навчалася у «Школі балету імені Ірини Тіхомірновой». У 2004 та 2005 році ставала переможницею Чемпіонату Росії по степ-танцю «Золота набійка». З 2004 року Ликера почала виступати у театрі біля Нікітських воріт.
Після закінчення школи балету, в 2006 році, була прийнята у московську балетну трупу «Відродження — Новий імперський балет». Паралельно навчалася в Інституті мов та культур імені Льва Толстого, але на п'ятому курсі залишила ЗВО.
У 2007 році працювала в «Театрі пародій Володимира Винокура». До 2010 року була акторкою «Театру біля Нікітських воріт».
Закінчила «Школу драми Германа Сидакова» у 2012 році. З цього ж року є солісткою поп-гурту «Шпильки».
Дебютувала на телебаченні у 2011 році в телесеріалі «Золоті», де виконала епізодичну роль.
Працювала телеведучою на каналі «Пятниця!», де вела передачу «Олігарх-ТБ».

## Особисте життя
З 2011 року Ликера Ілляшенко зустрічається з головним редактором часопису «Maxim» Олександром Маленковим, який старше за неї на 17 років.

## Театр
Театр «Біля Нікітських воріт» п/к Марка Розовського
- 2010 — Сказання про царя Макса-Омеляна
- 2010 — Живий труп
- 2006 — Кабаре або Боб Фосс живе в Москві
- 2007 — Viva, парфум

Театр «МДМ»
- 2011 — Звуки музики
- 2009 — Красуня і чудовисько

## Фільмографія
| Рік       |   | Українська назва                 | Оригінальна назва               | Роль                              |
| --------- | - | -------------------------------- | ------------------------------- | --------------------------------- |
| 2019      | с | Поселенці                        | Поселенцы                       | Люба                              |
| 2017—2018 | с | Високі ставки. Реванш            | Высокие ставки. Реванш          | Ґлорія, головна роль              |
| 2017      | ф | Про кохання. Тільки для дорослих | Про любовь. Только для взрослых | Марія, головна роль               |
| 2017      | с | Дружина поліціянта               | Жена полицейского               | Тася                              |
| 2017      | ф | Нуль                             | Ноль                            | Ліля Денисова                     |
| 2017      | ф | Герасим                          | Герасим                         | Христина, головна роль            |
| 2017      | с | Наліт                            | Налёт                           | Оксана Голікова                   |
| 2017      | ф | Танці усмерть                    | Танцы насмерть                  | Аня, головна роль                 |
| 2016      | с | Солодке життя 3                  | Сладкая жизнь 3                 | Лєра, головна роль                |
| 2016      | с | Молодіжка                        | Молодёжка                       | епізодична роль                   |
| 2015      | с | Вижити після 3                   | Выжить после 3                  | Гера                              |
| 2015      | с | Зради                            | Измены                          | Ірина, коханка Олега Івановича    |
| 2015      | с | Солодке життя 2                  | Сладкая жизнь 2                 | Лєра, головна роль                |
| 2014      | с | Французька кулінарія             | Французская кулинария           | Надін                             |
| 2014      | с | Перевізник                       | Перевозчик                      | Олена Селезньова, тележурналістка |
| 2014      | с | Солодке життя                    | Сладкая жизнь                   | Лєра, головна роль                |
| 2013      | с | Земський лікар. Повернення       | Земский доктор. Возвращение     | Ксюша                             |
| 2013      | с | Студія 17                        | Студия 17                       | Ліка, дівчина Оскара              |
| 2013      | с | П'ята сторожа                    | Пятая стража                    | Даша суккуб                       |
| 2013      | с | Обмани, якщо кохаєш?             | Обмани, если любишь             | епізодична роль                   |
| 2013      | с | Вижити після                     | Выжить после                    | Муранія                           |
| 2011      | с | Золоті                           | Золотые                         | Маша                              |